# Jinbei (automobile)
Jinbei est une marque automobile chinoise appartenant à Renault Brilliance Jinbei Automotive Co., Ltd., une coentreprise entre Brilliance Auto (51%) et Renault (49%) établie en décembre 2017 et basée à Shenyang, dans la province de Liaoning, en Chine. Jusqu'en 2017, la marque appartenait à Shenyang Brilliance Jinbei Automotive, filiale de Brilliance également basé à Shenyang.
Il existe d'autres sociétés sœurs qui ont également utilisé ou sont liés à la marque Jinbei: Brilliance Shineray et Mianyang Jinbei.

## Histoire
La marque Jinbei a été lancée sur le marché en 1991.
En décembre 2017, Brilliance Auto et Renault ont annoncé que ce dernier acquerrait 49% de la société propriétaire de la marque Shenyang Brilliance Jinbei Automotive, qui a ensuite été réincorporée sous le nom de Renault Brilliance Jinbei. La transaction a été conclue en janvier 2018.
Huasong, la marque sœur haut de gamme de Jinbei, a été lancée en 2014.
La marque JinBei est depuis consolidée, tout comme Huasong, par le Groupe Renault.
Le 23 décembre 2021, nouveau revers pour le groupe français en Chine, après le cuisant échec de la J-V avec Dongfeng, la J-V Renault Brilliance Jinbei Automobile dépose son bilan

## Produits
Brilliance (via sa filiale Shenyang Automotive) a fabriqué et vendu tous ses minibus sous les marques Jinbei et Huasong dans une variété de modèles basés sur la structure des fourgons Toyota HiAce en Chine. Les modèles de luxe et les modèles à prix moyen incluent le Granse, l'Aurora et le Shuttler, etc.
Les modèles fabriqués en Chine sont exportés vers de nombreux pays. L'un de leurs marchés d'exportation est le Chili, qui a commencé à les recevoir en 2008.
En 2018, Renault Brilliance Jinbei a annoncé son intention de lancer jusqu'à sept véhicules utilitaires légers et SUV dotés de la technologie Renault, sous les marques Jinbei et Renault.

### Production hors de Chine
Les unités destinées au marché africain sont fabriquées par Bavarian Auto Manufacturing Company, une filiale égyptienne de BMW, dans la ville du 6 octobre. Le modèle disponible est le Jinbei Cargo Van qui est également disponible comme ambulance ou véhicule de police. Il est assemblé dans les versions de génération 1999 et 2003.
Un autre fabricant de véhicules Jinbei est IKK Ichigan, Inc., à Manille, aux Philippines, qui propose les modèles assemblés Jinbei 2 Ton, Jinbei 3 Ton et Jinbei 3 Ton. Les modèles Haise et Granse sont importés par l'entreprise et ne figurent pas dans sa gamme de produits officielle.

## Modèles

### Actuel
(En 2018)
- Jinbei Konect (Guanjing)
- Jinbei Granse
- Jinbei Granse Classique
- Jinbei Haise MK5
- Jinbei Haise MK6
- Jinbei New Haise
- Jinbei Grand Haise
- Jinbei Haise X30L
- Jinbei F50
- Jinbei S70 (Jinbei Tjatse S70)

### Ancien
- Jinbei Blazer (en coopération avec General Motors)
- Jinbei S30 - crossover sous-compact
- Jinbei S50 - crossover compact
- Jinbei 750 - monospace compact
- Jinbei Haixing X30 - (Jinbei X30) - micro-fourgonnette.
- Jinbei Haixing A7 (A9) - micro-fourgonnette.

## Galerie

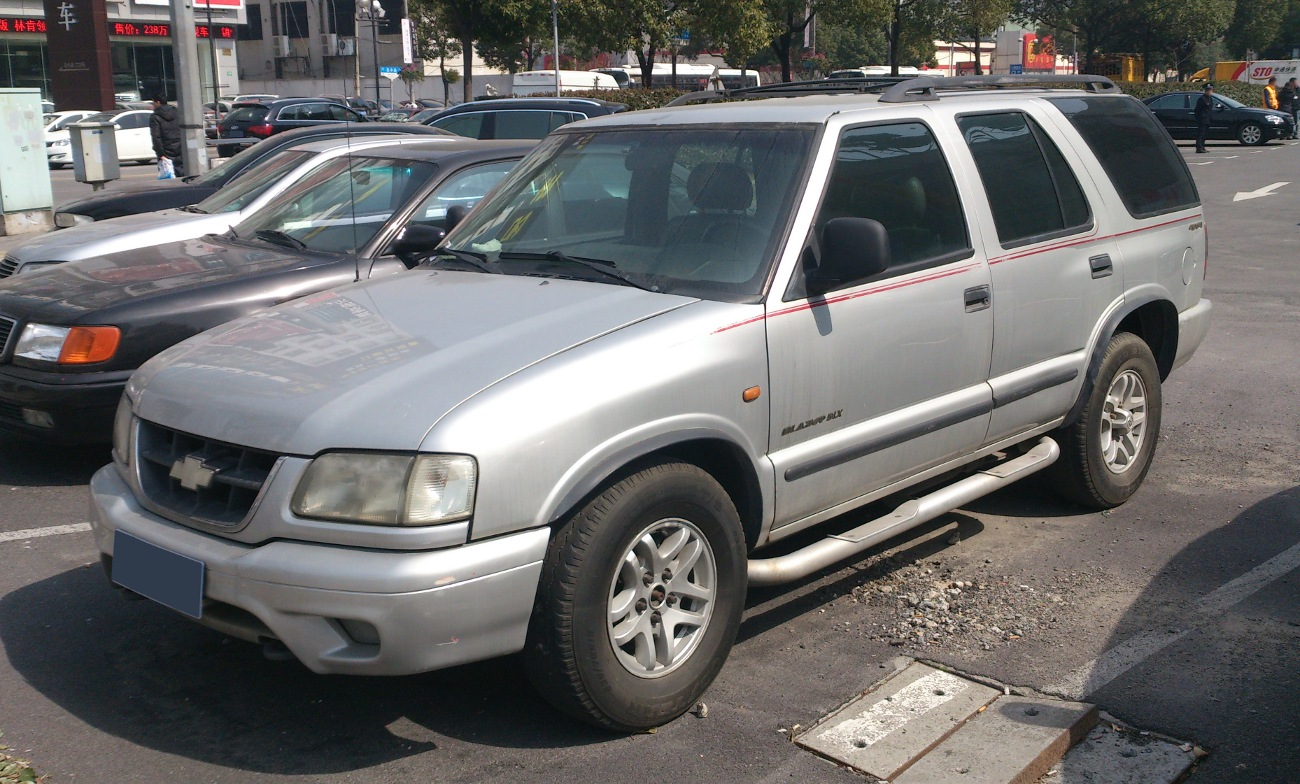
Chevrolet Blazer Jinbei-GM
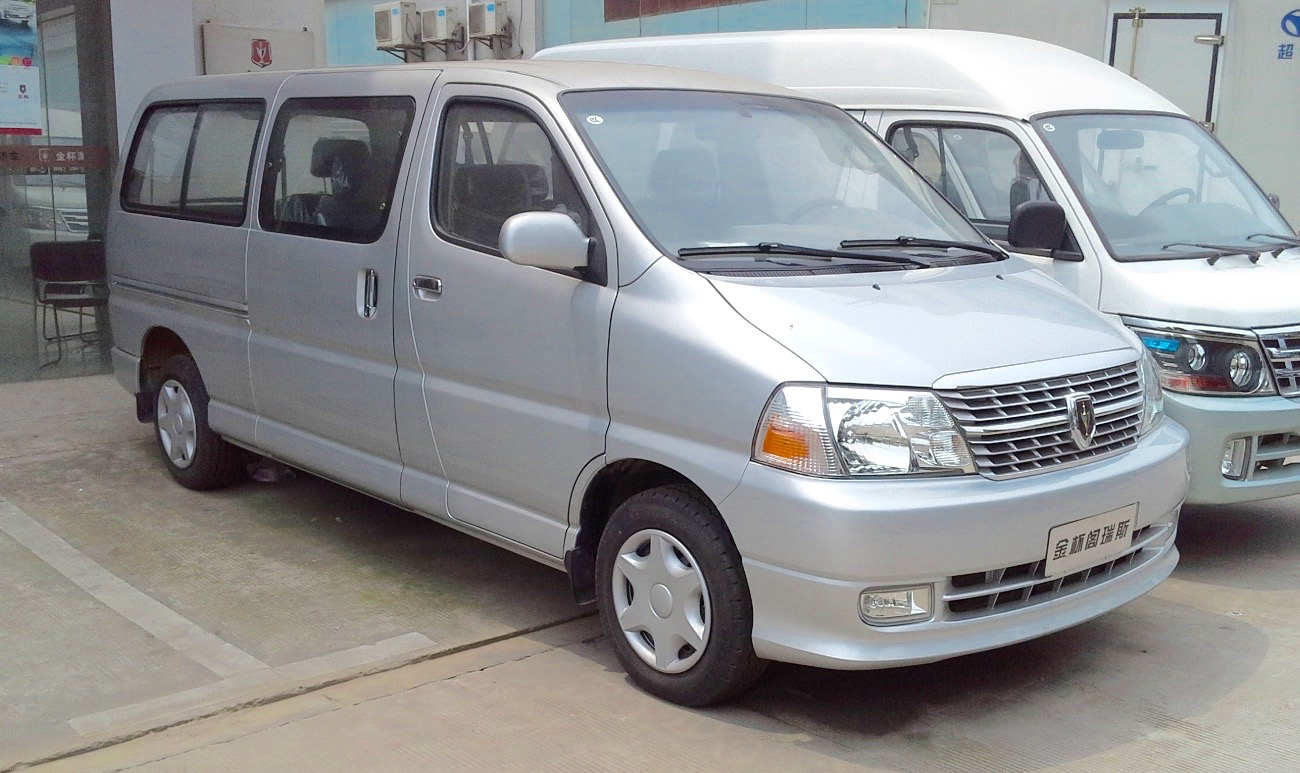
Jinbei Granse
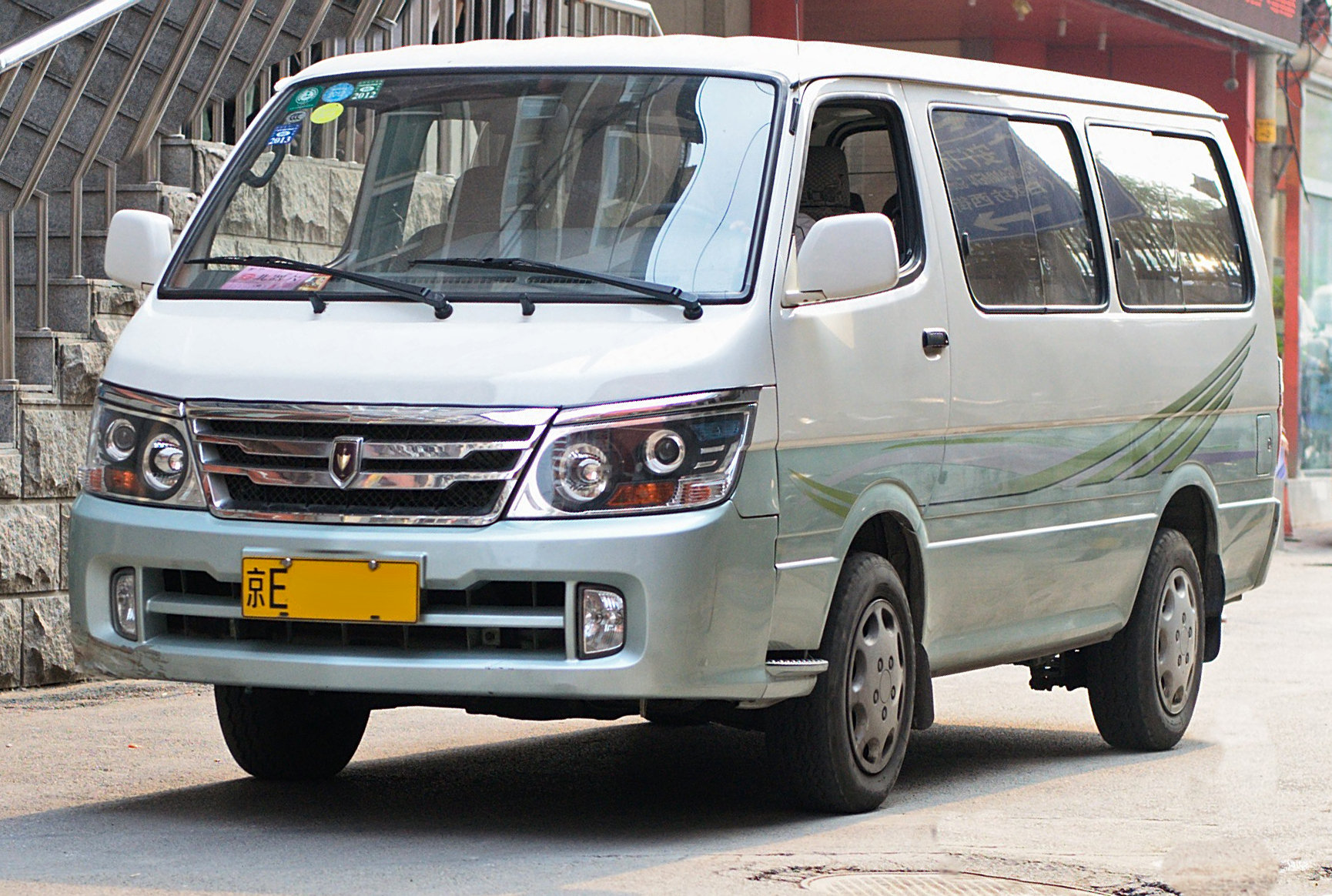
Jinbei Haise
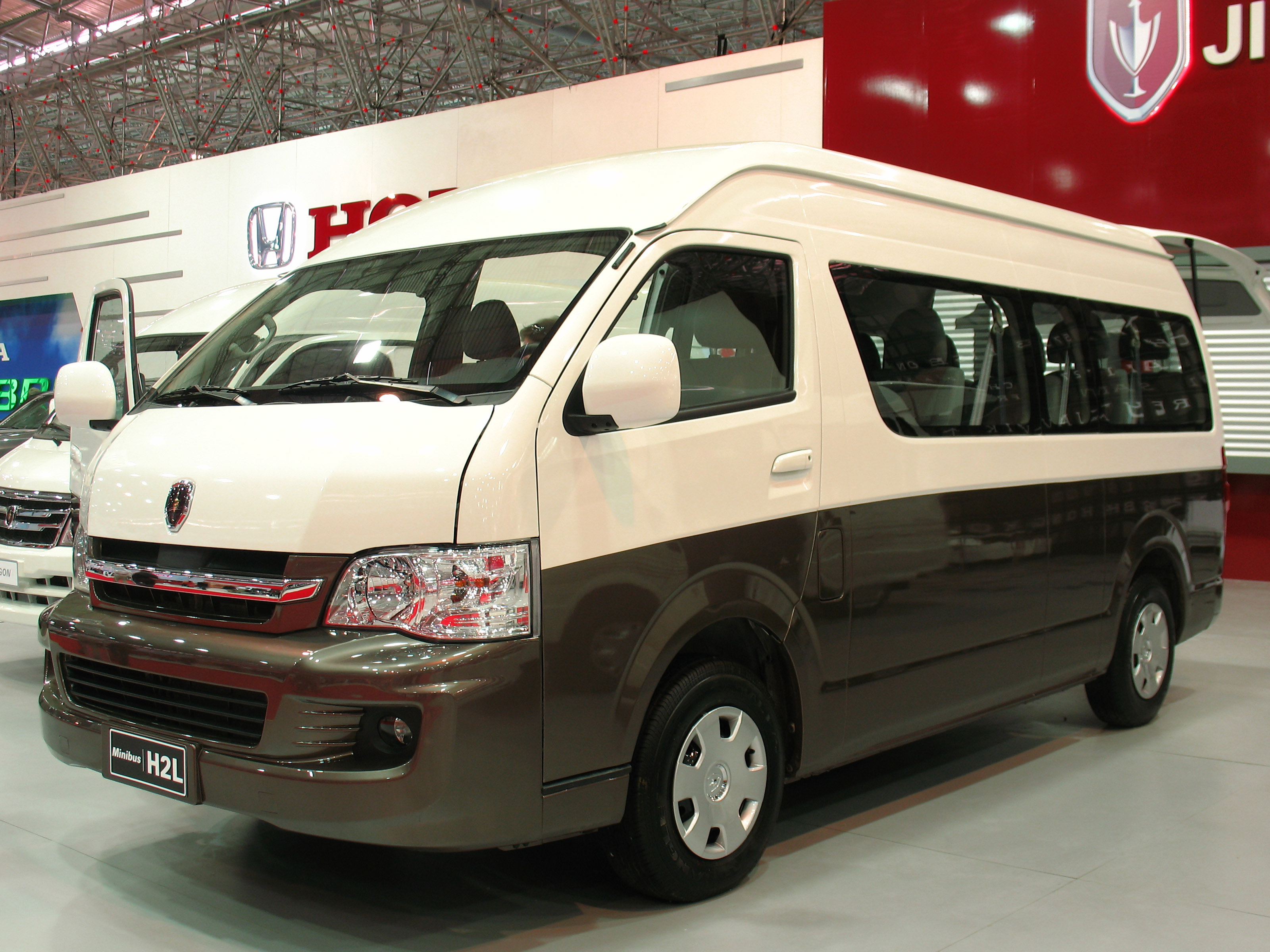
Jinbei H2L
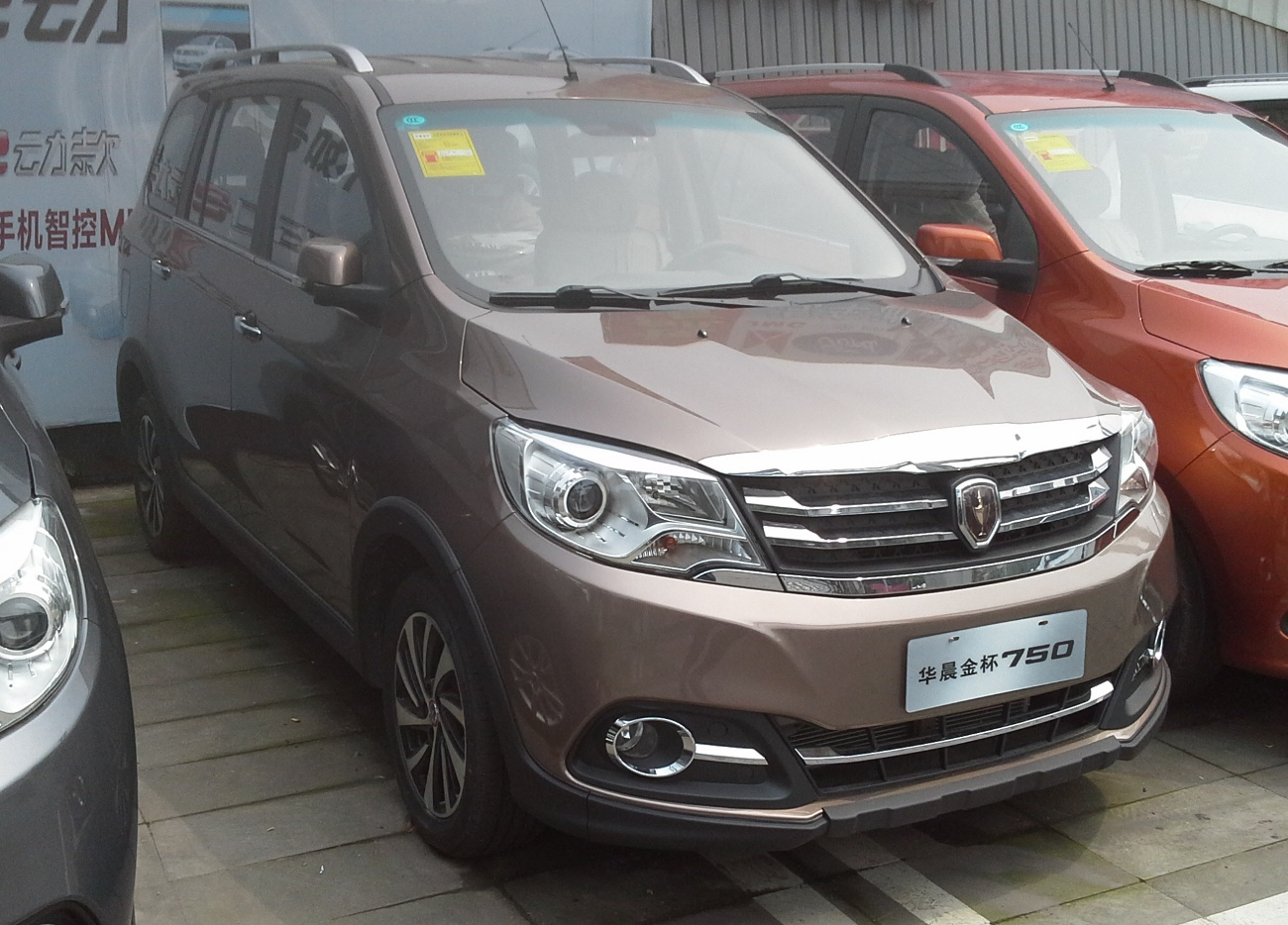
Jinbei 750
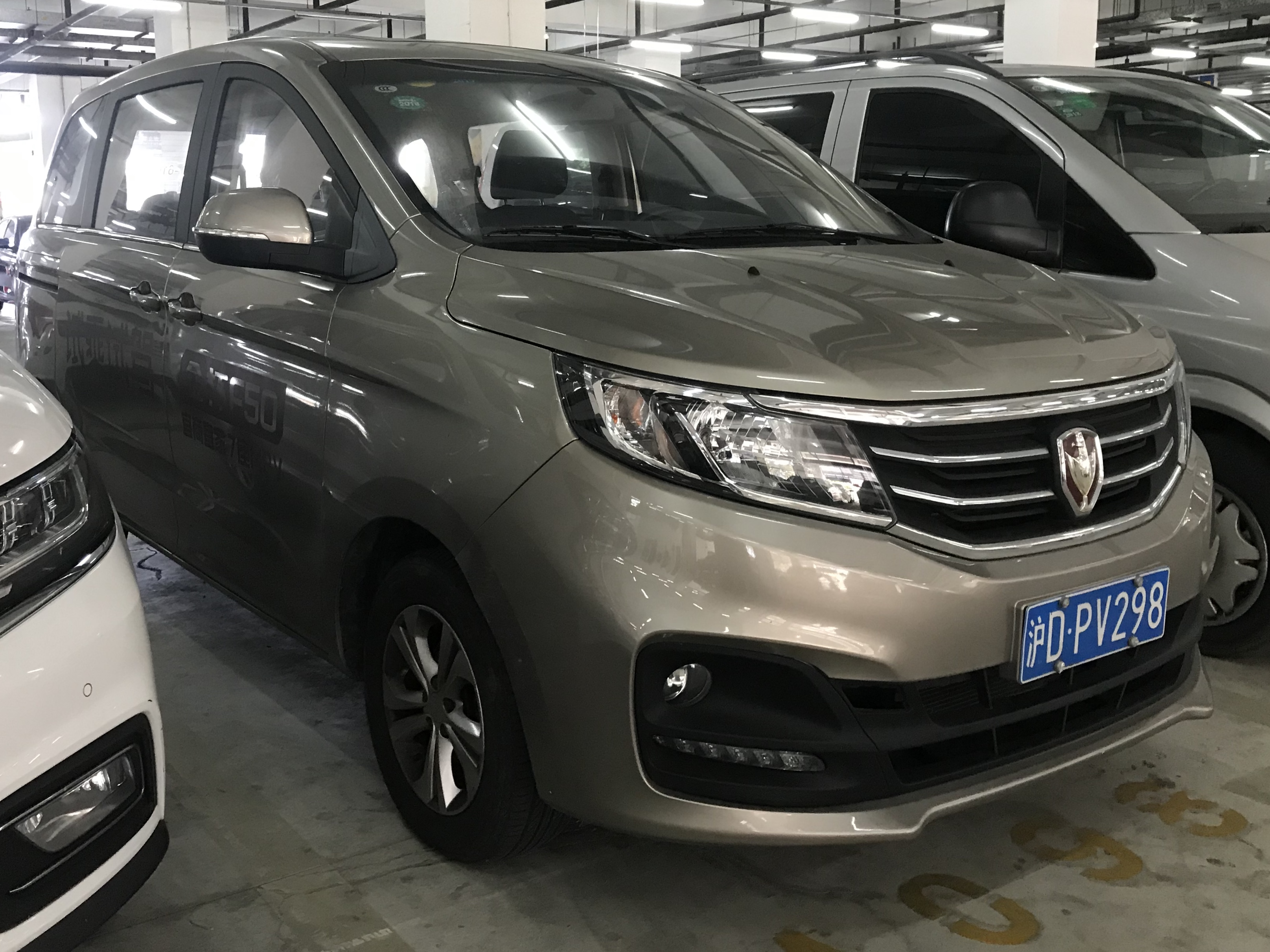
Jinbei F50
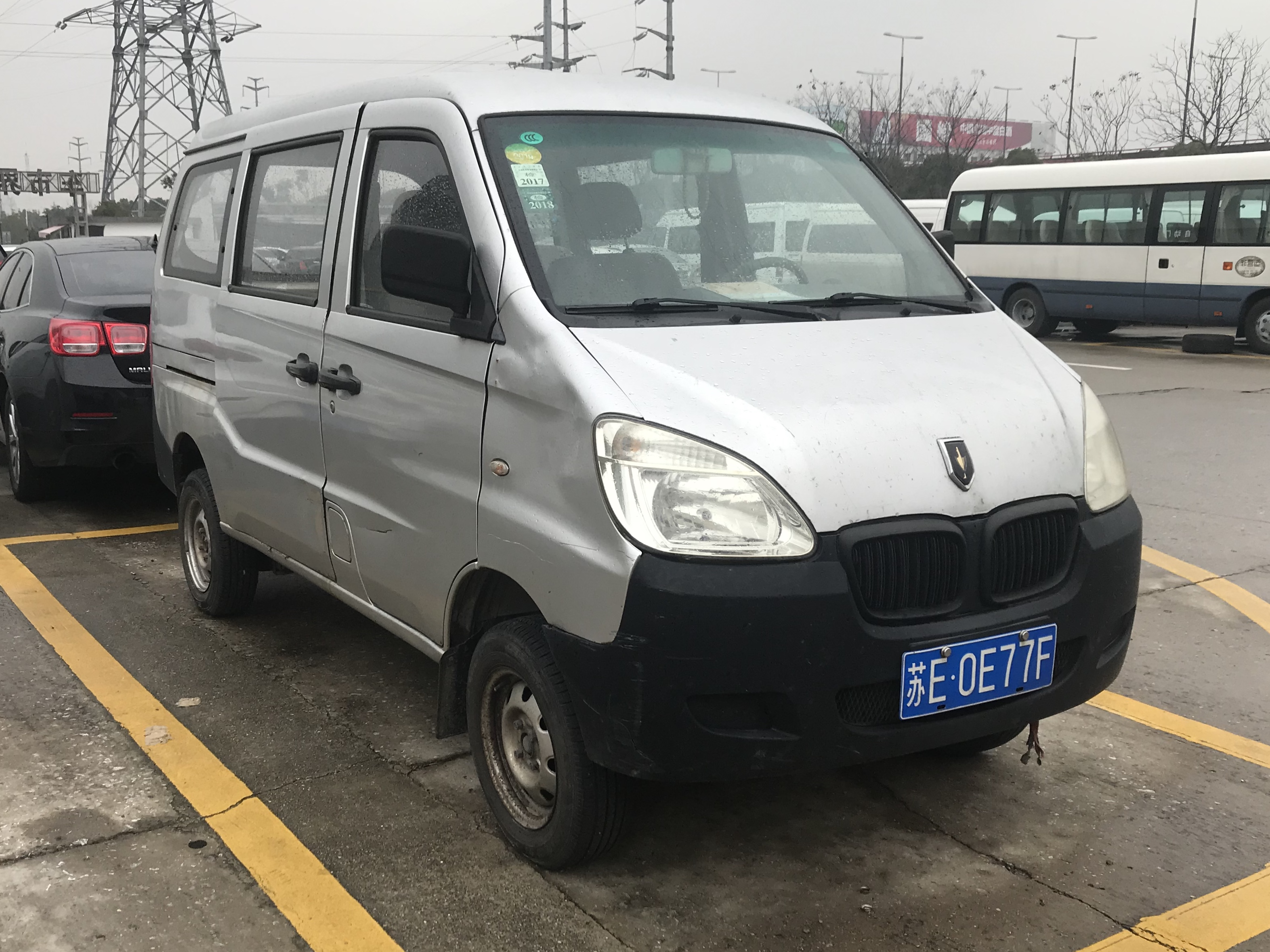
Jinbei Haixing A9
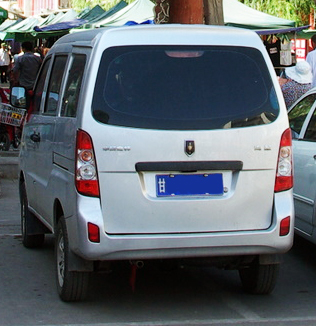
Jinbei Haixing (vue arrière)
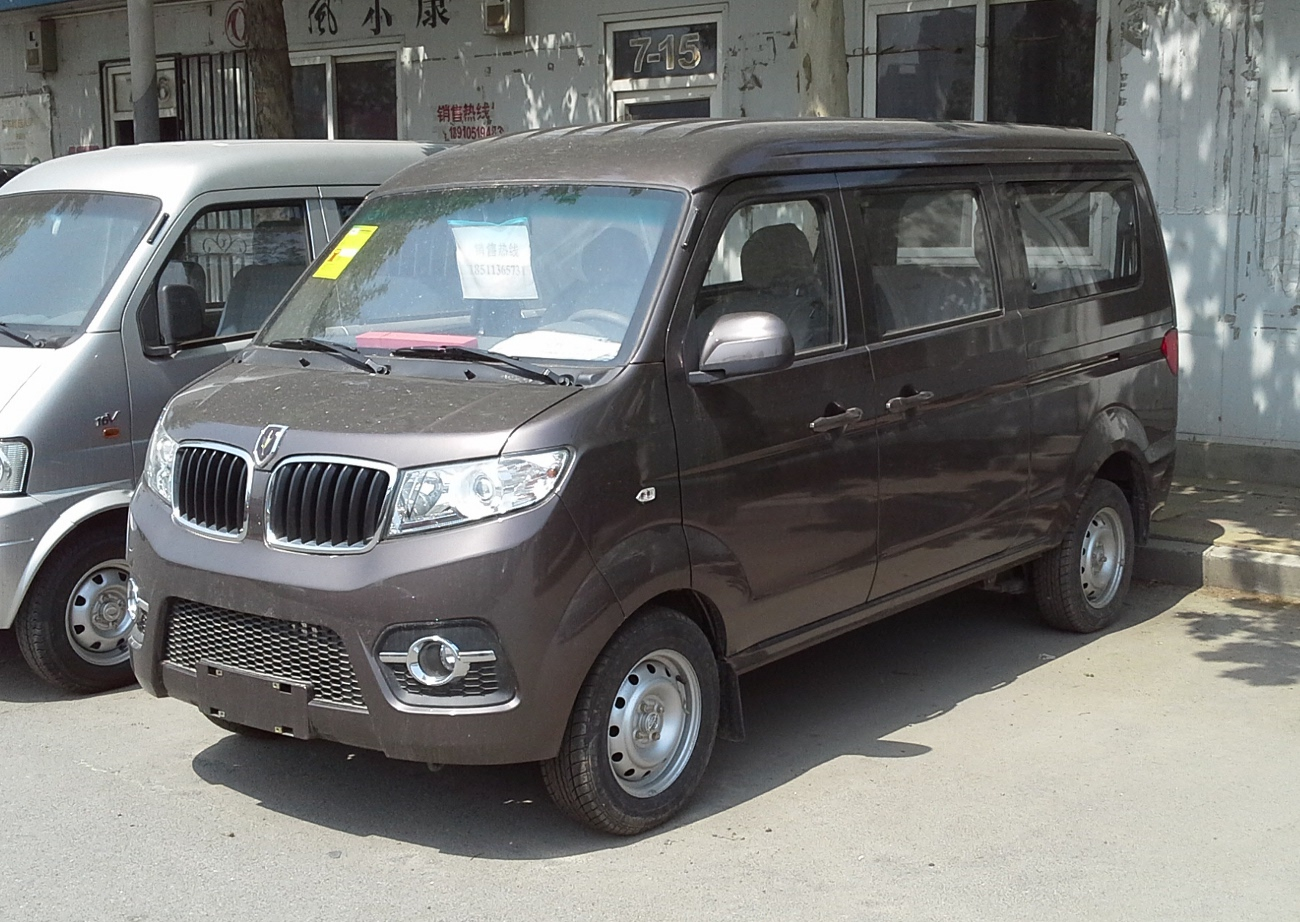
Jinbei Haixing X30
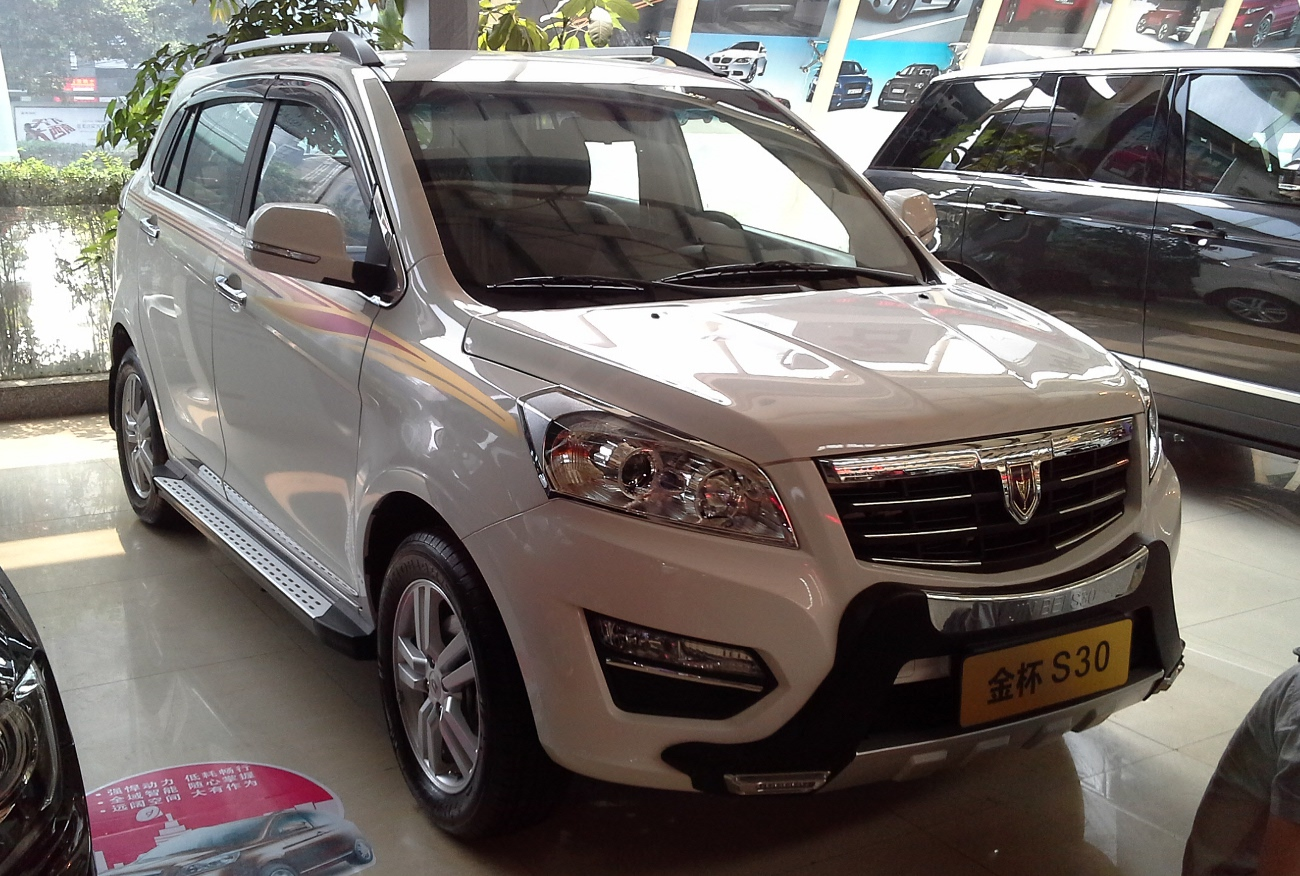
Jinbei S30
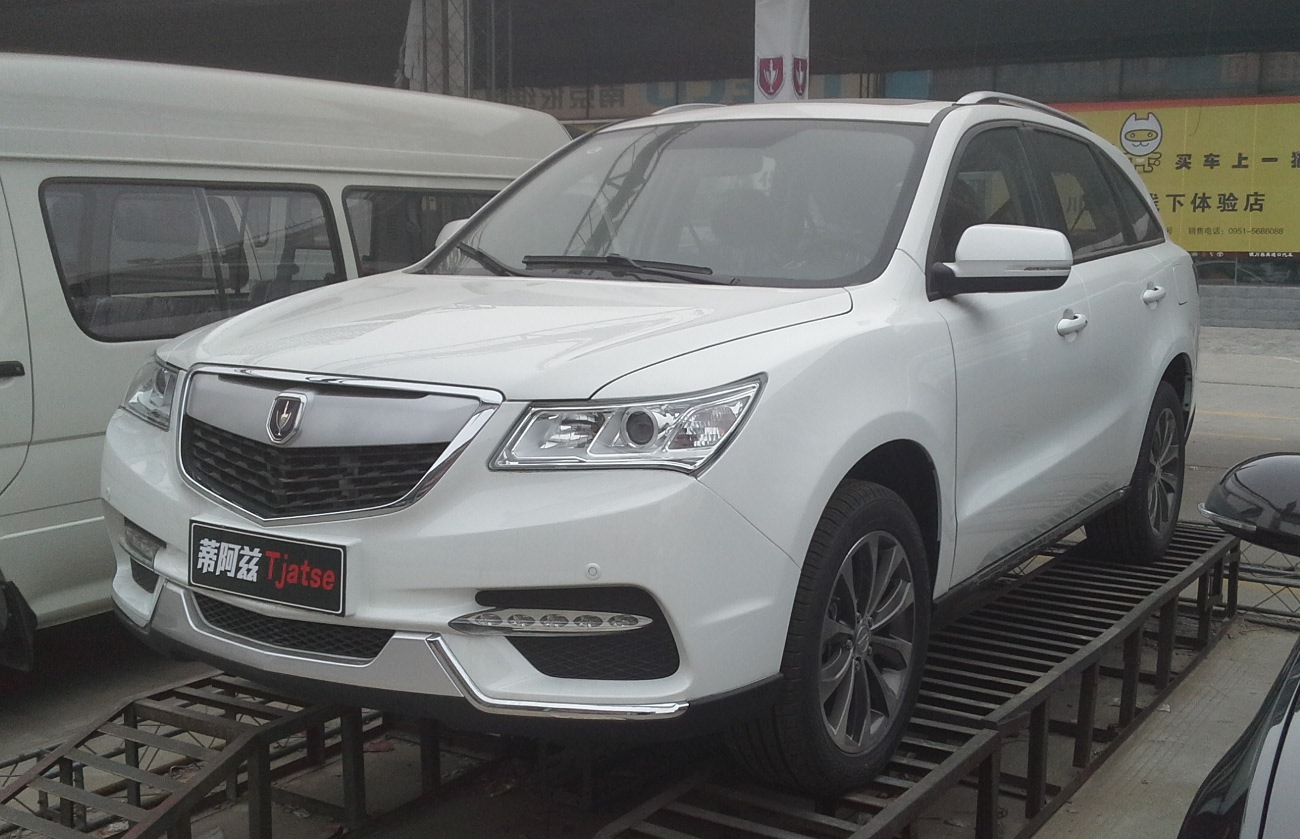
Jinbei Tjatse S70